# Torriani (Patriziergeschlecht)

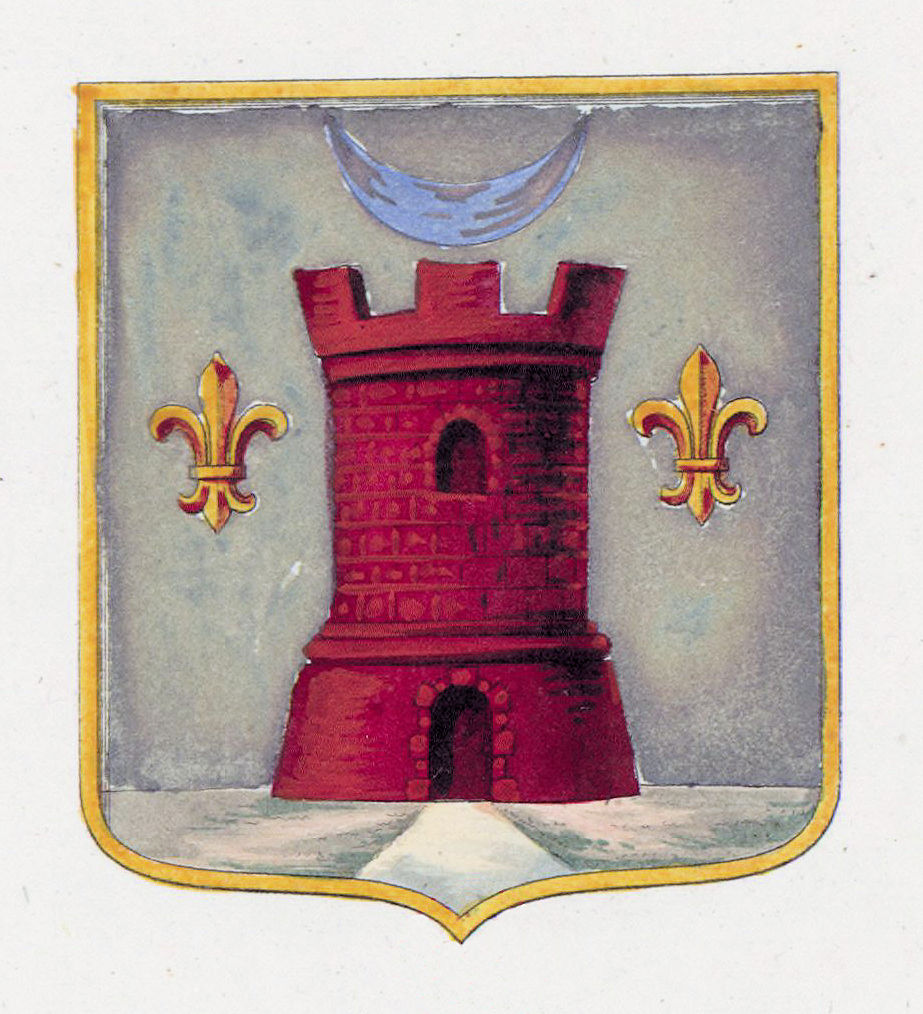
Wappen der Torriani von 1159

Die Torriani (della Torre, da Torre, deutsch: von Thurn) waren ein Mailänder Patriziergeschlecht. Sie stiegen vom 12. bis 14. Jahrhundert zu mächtigen Herren in der Lombardei und in Oberitalien auf. Im 13. Jahrhundert regierten sie die Signoria Mailand samt großen Teilen der Lombardei und waren dort die Anführer der papsttreuen Guelfen. Die Torriani wurden erbitterte Rivalen der Visconti, bis sie von diesen 1281 und endgültig 1311 von der Macht verdrängt wurden.
(siehe dazu Hauptartikel Geschichte Mailands)
Zahlreiche Familienzweige bestanden aber weiter und gehörten dem italienischen Adel an, einige gelangten auch in den österreichischen Adel (darunter die bis heute bestehende Familie Thurn und Valsassina). Die Rückführung der Thurn und Taxis auf die Torriani beruht allerdings auf einer unbelegten genealogischen Konstruktion aus dem frühen 17. Jahrhundert.

## Geschichte
Die aus der Gegend von Como nach Torre im heutigen Kanton Tessin zugewanderten Torriani haben den Ortsnamen als Familiennamen angenommen, oder haben, nach anderer Darstellung, im Mailänder Stadtteil Porta Nuova wohl einen Geschlechterturm errichtet, nach dem sie benannt wurden (la torre = it.: der Turm). Aus dem Bleniotal wurde die Familie nach dem Schwur von Torre (1182) von der aufständischen Talbevölkerung dauerhaft vertrieben, ihre beiden Burgen in Torre und Semione (die Ruine Castello di Serravalle) wurden geschleift. Vom Erzbistum Mailand wurden sie mit der Grafschaft Valsassina in der heutigen Provinz Lecco belehnt, deren befestigter Hauptort Primaluna war.

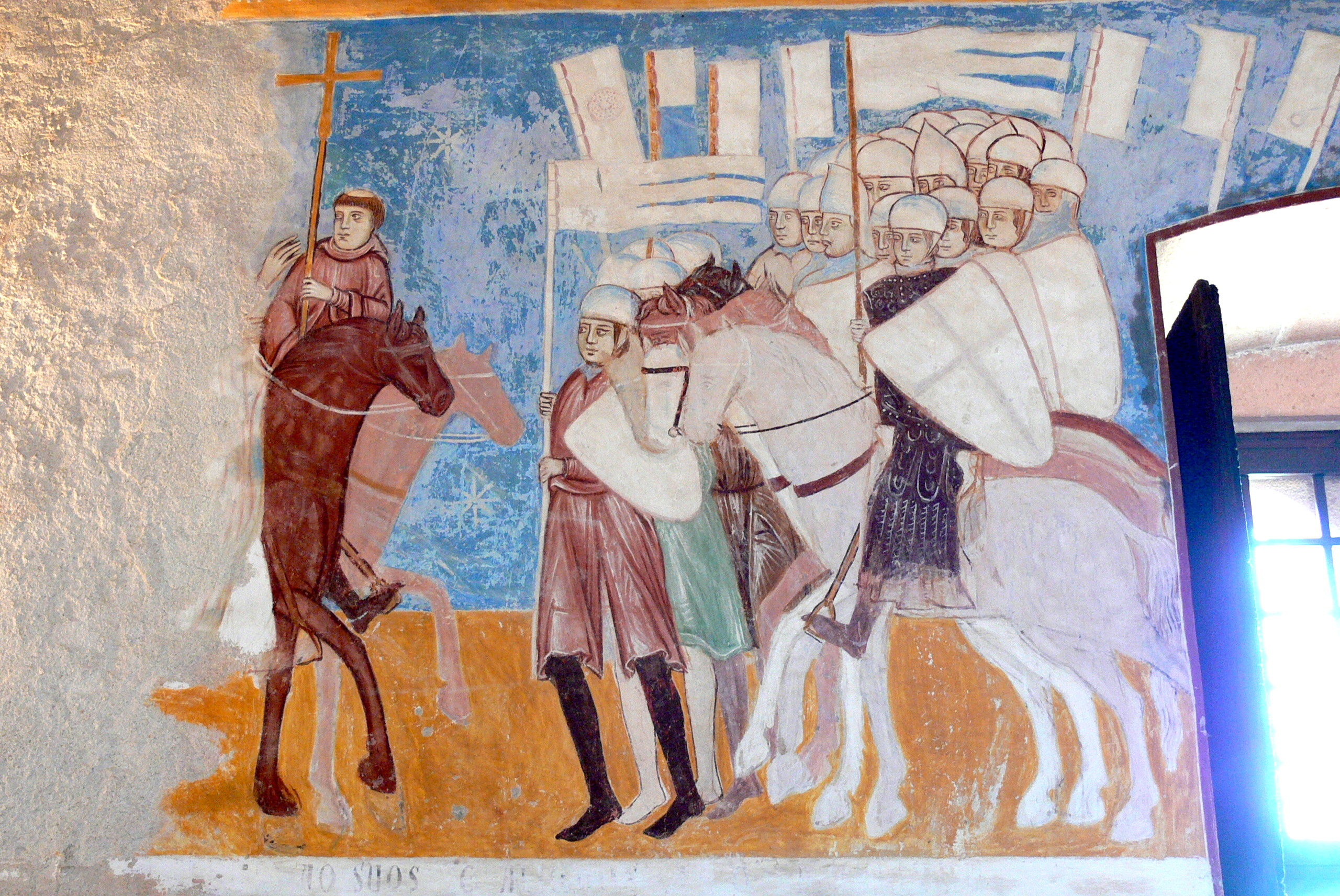
Erzbischof Ottone Visconti in der Schlacht bei Desio 1277

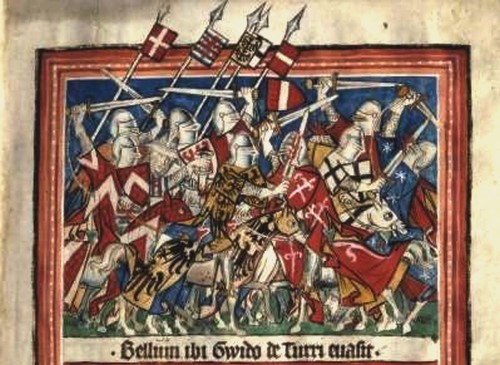
Guido della Torre bekämpft 1311 königliche Truppen

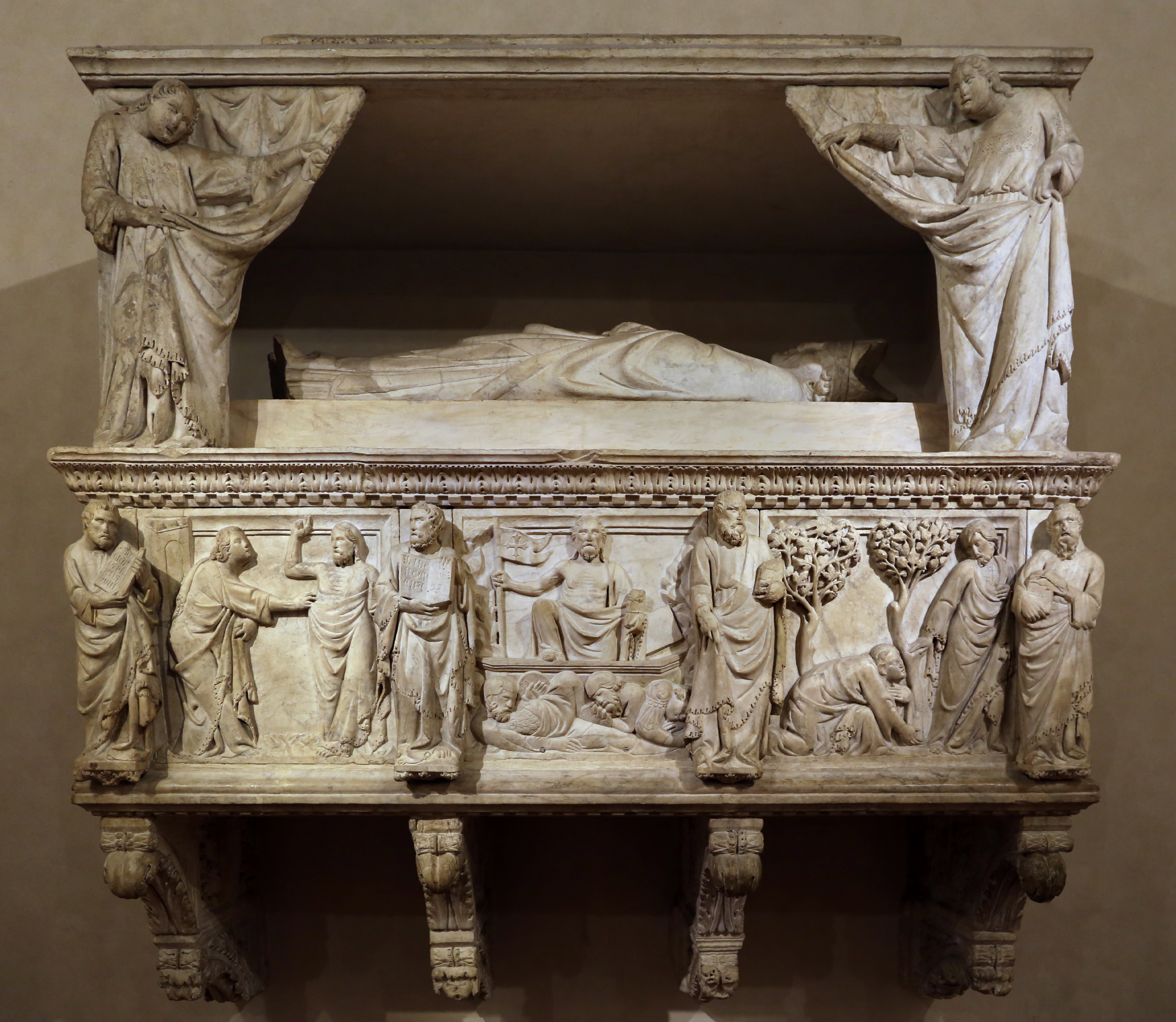
Grabmal des Cassono della Torre, Patriarch von Aquileia 1316–1318

### Mittelalter: Podestà und Signori von Mailand, Patriarchen von Aquileia
Martino "der Gigant" tat sich als Kreuzritter im Heiligen Land hervor und starb nach 1147. Sein Sohn Pagano der Ältere wurde 1195 Podestà in Padua, dessen Bruder Cassone 1204 in Orvieto, deren Neffe Pagano der Jüngere 1227 in Brescia und 1228 in Bergamo. Unter den zehn Söhnen Paganos d. J. finden sich sieben Podestà, die zahlreiche oberitalienische Städte verwalteten (Bologna, Florenz, Pisa, Bergamo, Piacenza, Sacile, Novara, Brescia, Alessandria, Cremona, Mantua) sowie ein Bischof, Raimondo della Torre, der von 1262 bis 1273 Bischof in Como und danach bis 1299 Patriarch von Aquileia war; als solcher führte er 1283–91 Krieg gegen die Republik Venedig. Ein Neffe Paganos d. J., Martino della Torre regierte ab 1256 als Podestà und Signore die Stadt Mailand und begründete damit als Anführer der Volkspartei, der Popolaren, die 50-jährige Herrschaft der Torriani in Mailand. Sein Bruder Filippo war Podestà in Novara und 1256 in Genua.
Napoleone della Torre, einer der zehn Söhne Paganos des Jüngeren, war von 1265 bis 1277 Reichsvikar der Lombardei unter König Rudolf von Habsburg, wurde aber 1277 von Erzbischof Ottone Visconti bei Desio besiegt und starb als Gefangener im Castello Baradello zu Como. Indem Napoleones mächtiger Bruder Francesco, der Podestà von Brescia, Alessandria, Bergamo, Lodi und Novara, ebenfalls besiegt und getötet wurde, sicherten sich die Visconti die Macht in Mailand und der ganzen Lombardei.
Zum Zufluchtsort für die Torriani wurde der Herrschaftsbereich des Patriarchen Raimondo della Torre in Aquileia und im Friaul. Dort und in angrenzenden Gebieten dehnten sie nun ihren Wirkungs- und Einflussbereich aus: Napoleones Sohn Corrado "Mosca" della Torre wurde Gouverneur von Istrien und Triest. Als Matteo I. Visconti 1302 vorübergehend aus Mailand vertrieben wurde, gelangte Corrado "Mosca" bis 1307 in Mailand wieder an die Macht. Als sein Cousin und Nachfolger Guido della Torre, ein Sohn des bei Desio gefallenen Francesco, 1311 jedoch einen Volksaufstand gegen den späteren Kaiser Heinrich VII. anstiften wollte, wurde er zur Flucht gezwungen und starb 1312. Corrados Sohn Florimondo "Moschino" della Torre versuchte vergeblich, in Mailand wieder an die Macht zu kommen, was indes Matteo I. Visconti 1311 gelang. Cassono della Torre, ein weiterer Sohn des Corrado "Mosca", war 1308 Erzbischof von Mailand geworden, aber bald in Konflikt mit seinem Onkel Guido geraten und von diesem erst inhaftiert, dann verbannt worden; von 1316 bis 1318 wurde er jedoch Patriarch von Aquileia. Sein Nachfolger von 1319 bis 1332 wurde Pagano della Torre. Paganino, ebenfalls ein Sohn Corrados, wurde Podestà von Como und römischer Senator. Bis 1332 dauerte die Fehde mit den Visconti an, dann wurde auf Vermittlung des Papstes ein Friede mit Azzo Visconti besiegelt und die Familie della Torre erhielt wieder Zugang zu ihren Besitzungen in Mailand und der Lombardei, während die Visconti souveräne Herrscher blieben. Mit Lodovico della Torre stellte das Geschlecht 1359–65 noch einmal einen Patriarchen von Aquileia.

### Neuzeit
In der Folgezeit verlor die Familie an Einfluss. Verschiedene Zweige verbreiteten sich in der Lombardei (Como), im Veneto (Verona), im Friaul (von 1453 bis 1905 auf Burg Villalta bei Fagagna) und im Piemont (Alessandria), andere gingen nach Kärnten, Krain und Böhmen, einige dienten dem Haus Savoyen, andere den Habsburgern (siehe unten, Weblinks: Stammtafeln). In den Mailänder Kirchen Santa Maria delle Grazie und Sant'Eustorgio befinden sich Grabkapellen der Mailänder Torriani (Nachfahren des Napoleone) aus dem 15. Jahrhundert. Girolamo, einem Nachfahren Napoleones aus der Udine-Linie, sowie seinen Brüdern und einem Vetter wurde von Kaiser Karl V. 1533 der alte Titel der Familie Graf von Valsassina bestätigt und der Titel Baron von Vercelli verliehen; er erwarb Besitz in Mähren (Leipritz) und starb 1530 in Venedig. Die Linie Napoleones erlosch 1842 mit den Grafen della Torre di Madrisio.
Francesco della Torre (1518–1565) aus der Görzer Linie, den Nachfahren von Ermanno, dem ältesten Sohn von Pagano d. J., war Rat Kaiser Ferdinands I. und wurde 1558 kaiserlicher Gesandter in Venedig; er wurde zum Reichsfreiherrn von Thurn und Valsassina erhoben. Sein Sohn Raimund heiratete nacheinander zwei Schwestern Hofer von Hohenfels, Erbinnen von Schloss Duino; er wurde 1572 Reichsgraf von Thurn-Hofer und Valsassina; die letzte Nachfahrin dieses Zweigs, Theresa Maria († 1893), vererbte Duino an ihre Tochter, Prinzessin Marie von Thurn und Taxis, die Förderin Rainer Maria Rilkes. Ihren Nachfahren gehört das Schloss bis heute.

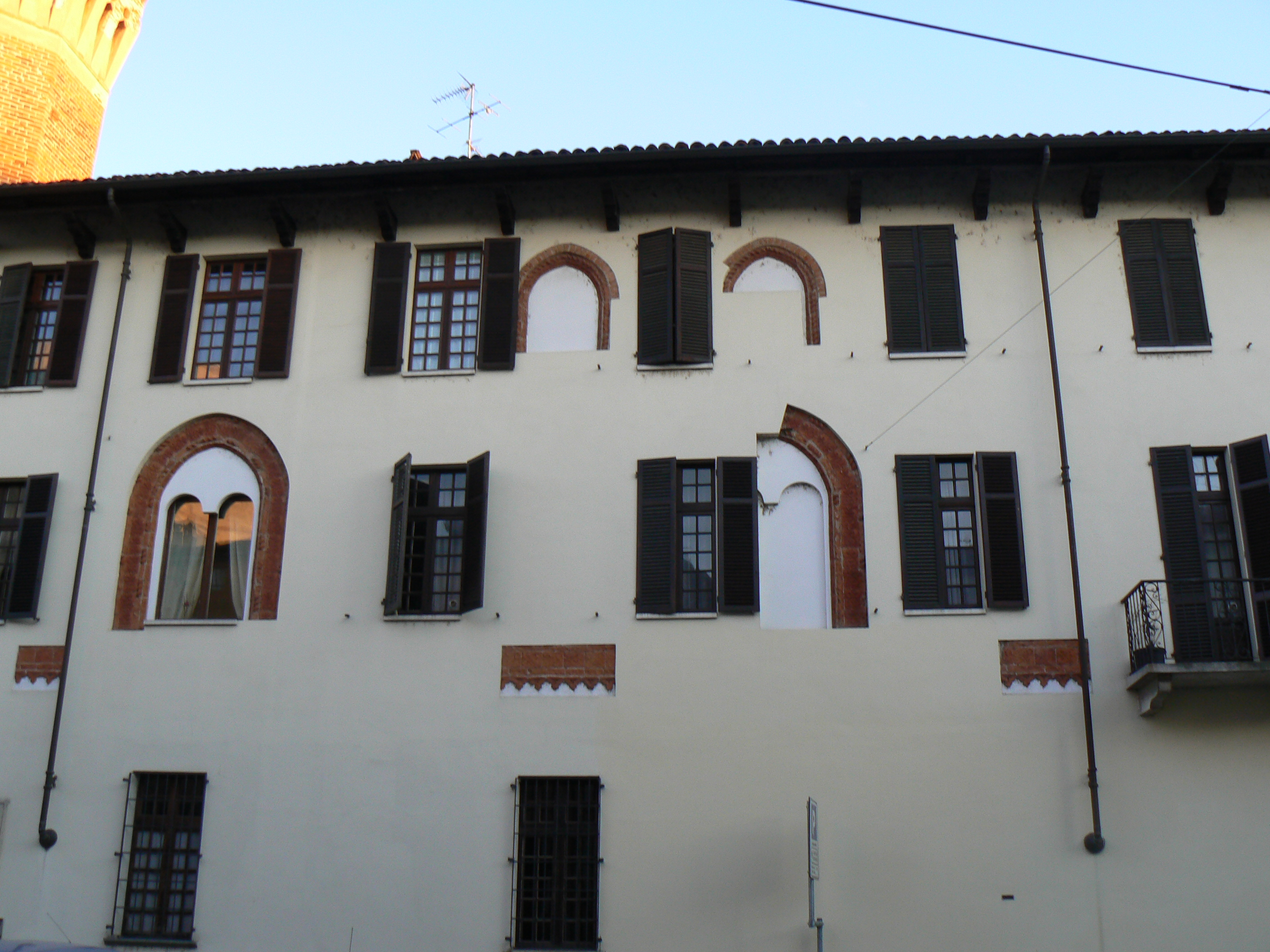
Palazzo della Torre dei Tizzoni in Vercelli
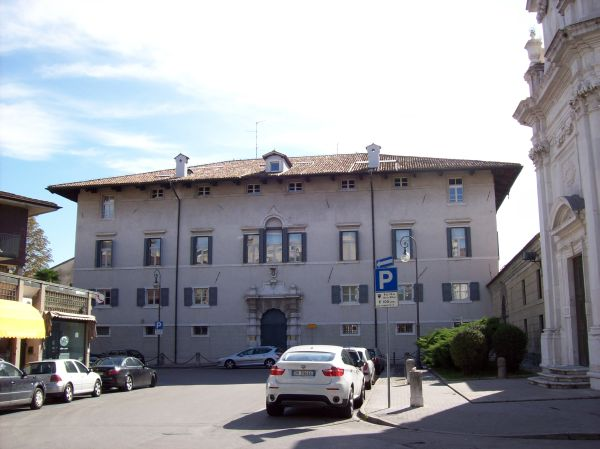
Torriani-Palais in Udine
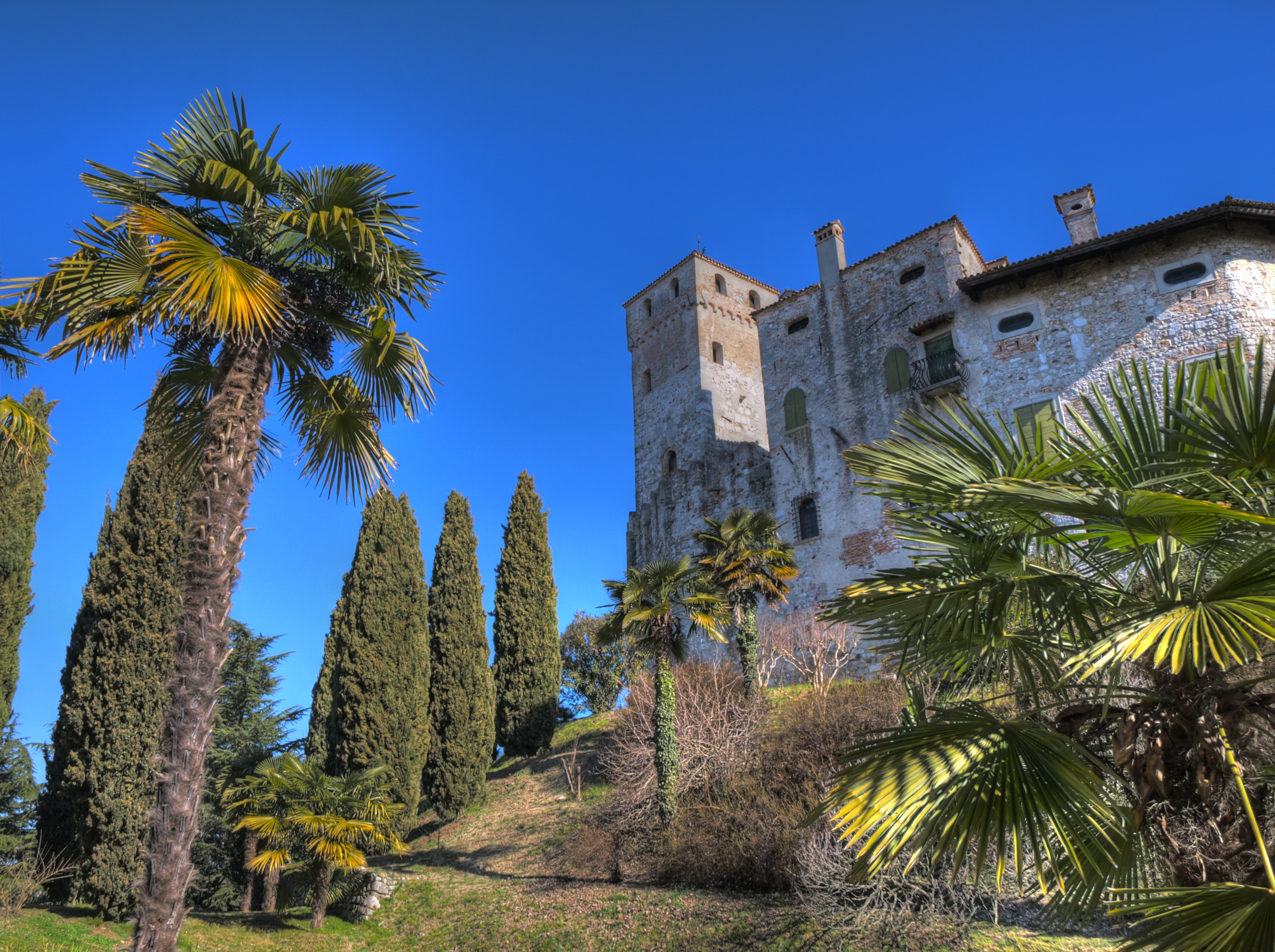
Burg Villalta bei Fagagna, Friaul
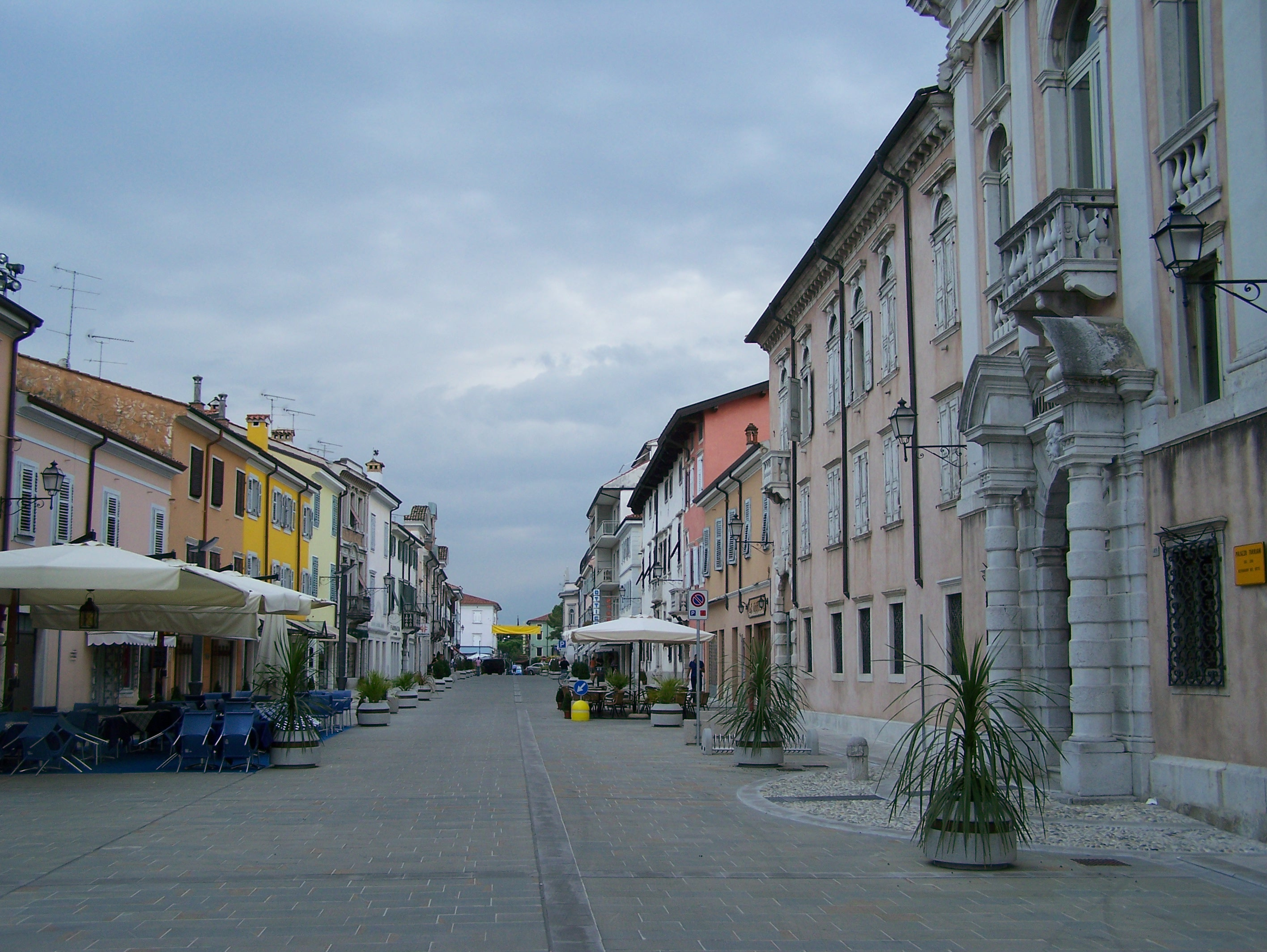
Torriani-Palais in Gradisca d’Isonzo
Schloss Duino

Der achte Sohn von Pagano d. J., Salvino († nach 1281), begründete eine Linie, die mit seinem Urenkel Richard I. von Thurn-Valsassina nach Kärnten gelangte, dort in landgesessene Adelsgeschlechter einheiratete und als gräfliche Familie von Thurn und Valsassina-Como-Vercelli bis heute auf mehreren Gütern in Kärnten und Niederösterreich ansässig ist. Sechs Generationen nach Richard I. wurden Anton II. († 1569), Landmarschall von Görz, und sein Vetter Franz (1508–1586) zu Freiherren und 1541 zu Grafen erhoben. Antons jüngerer Sohn Johann Ambros (1537–1621) erwarb 1601 Schloss Bleiburg und dessen älterer Bruder Achaz führte die bis heute dort ansässige Linie fort. Franz’ jüngster Sohn, Graf Heinrich Matthias von Thurn-Valsassina (1567–1640), wurde einer der Hauptführer des böhmischen, protestantischen Aufstandes gegen Ferdinand II. in der ersten Phase des Dreißigjährigen Krieges. Er ging ins Exil ins Baltikum, wo der Zweig mit seinen Enkeln erlosch. Salvinos Bruder Francesco († 1277 in der Schlacht von Desio) begründete die bis 1657 blühende Como-Linie, der weitere Bruder Caverno († nach 1277) die erst im 19. Jahrhundert erloschene Verona-Linie.
In Italien gibt es zahlreiche bürgerliche Familien namens Della Torre, Dalla Torre, Del Torre, Torriani, Turriano etc., wobei heute kaum mehr nachzuweisen ist, ob die eine oder andere von ihnen auf die Mailänder Patrizierfamilie zurückgeht; der Name kommt auch in Süditalien (della Torre, de Turris etc.) häufig vor (vergleichbar etwa den deutschen Namen Türmer, Thürmer, Thürner, Dürner, Durner, Thurn usw.). Die zahlreichen Torriani aus Mendrisio im Tessin oder die Della Torre aus Marradi in der Toskana etwa können sich bis in die Zeit um 1500 zurückverfolgen und spekulieren über ihre Abkunft von versprengten Torriani. Das Schicksal der adligen Linien ist hingegen weitgehend bekannt, lediglich bei einer seit 1331 auf der Burg Rivalta Bormida ansässigen ritterlichen Familie Bovio della Torre wird ihre Abstammung von den seit etwa 1200 in Alessandria nachgewiesenen della Torre Mailänder Ursprungs nur vermutet; 1766 erlangten sie den savoyischen Grafenstand (heute Rapetti Bovio della Torre, ähnlichen Wappens wie die Torriani). Viele der namensgleichen bürgerlichen Familien zögern freilich nicht, das Wappen der Torriani zu führen. Auch schmückten sich andere ursprünglich italienische Adelsgeschlechter – unter zweifelhaften genealogischen Herleitungen – mit dem illustren Namen, so etwa 1650 die Gräfin Alexandrine von Taxis, die damit den Grundstein für die kaiserliche Genehmigung einer Namensänderung in „Thurn, Valsassina und Taxis“ und den späteren Aufstieg der Thurn und Taxis in den Fürstenstand legte. Ähnlich hielt es der Kardinal Carlo Rezzonico (1693–1769), der sich unter allerhand genealogischen Verrenkungen den Namen della Torre zulegte und 1758 zum Papst Clemens XIII. gewählt wurde.

## Wappen

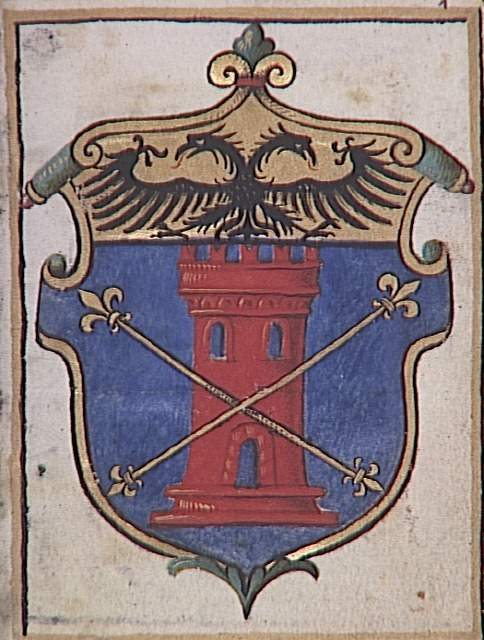
Familienwappen aus dem Stundenbuch der Torriani (um 1490)

### Wappenformen

Wappen des Napoleone della Torre

StammwappenAuf blauem Feld zwei gekreuzte goldene, mit Lilien bekrönte Zepter.
Späteres WappenAuf blauem (oder silbernem) Feld ein roter, zinnenbewehrter Turm, darüber oder darunter zwei gekreuzte goldene (oder silberne), mit goldenen Lilien besetzte Zepter (gelegentlich unter einem liegenden silbernen Halbmond).
Wappen nach Napoleone della TorreSeit dem Reichsvikariat des Napoleone della Torre ab 1265 gelegentlich auch ein oberes Feld mit dem doppelköpfigen Reichsadler auf goldenem Grund, darunter auf Silber das Turm-Zepter-Wappen.

### Symbolik und Abstammungslegende
Die für das Spätmittelalter und insbesondere die Renaissancezeit typische Konstruktion von Abstammungslegenden, die teils bis in die Antike und die Mythologie reichen, führte im Falle der Torriani zu der unbelegten Behauptung, ein gewisser fränkischer Ritter namens Ariprand de la Tour, der „aus dem souveränen Hause Frankreich stammte“ (also den Kapetingern), habe sich 1095 mit Eurilla, der Erbtochter des Grafen von Valsassina vermählt. Während eine Einheirat der Mailänder Familie Torriani in die Grafenfamilie durchaus möglich erscheint, ist die königliche Abstammung eine Legende, die an das mit goldenen Lilien besetzte Zepter des Torriani-Wappens anknüpfen dürfte. Die Lilie war aber das Symbol der papsttreuen Guelfenpartei, deren Anführer die Torriani in der Lombardei zeitweise waren, und das sich vom Lilienwappen des Kapetingers Karl von Anjou ableitet, der mit päpstlicher Unterstützung die Kaiserpartei der Staufer bekämpfte. Die Lilie ist daher in zahlreichen Wappen einst guelfisch gesinnter italienischer Adelsgeschlechter oder auch Kommunen (etwa von Bologna) zu finden, während der doppelköpfige Reichsadler auf ghibellinische Anhängerschaft hindeutet.

## Vertreter des Mailänder Patriziergeschlechts
- Martino "der Gigant", Kreuzritter († nach 1147), Stammvater
- Pagano d. Ä. della Torre, Sohn Martinos, 1195 Podestà in Padua
- Alcherio da Torre († zwischen ca. 1190 und 1204), Vogt im Bleniotal mit Burgen in Torre und Semione[1][6]
- Reinher della Torre († 1209), von 1194 bis zu seinem Tod Bischof von Chur[7]
- Pagano d. J. della Torre († 1241), Neffe Paganos d.Ä., 1227 Podestà in Brescia, 1228 in Bergamo, nach 1237 Mitglied der Mailänder Regierung
- Ermanno della Torre, 1. Sohn Paganos d.J., 1253 Podestà in Bologna, 1256 in Florenz, 1258 in Pisa, Stammvater der Görzer Linie
- Napoleone della Torre, 2. Sohn Paganos d.J., 1265–1277 Reichsvikar der Lombardei unter König Rudolf von Habsburg, besiegt und gefangen genommen 1277 bei Desio
- Avone della Torre († nach 1279), 3. Sohn Paganos d.J., 1274 Podestà in Pistoia
- Martino della Torre († nach 1277), 4. Sohn Paganos d.J.
- Filippo della Torre, 5. Sohn Paganos d.J., 1290 Podestà in Sacile
- Paganino della Torre († nach 1266 in Vercelli), 6. Sohn Paganos d.J., 1259 Podestà in Novara, Schwiegersohn des Grafen Guido von Montefeltro
- Francesco della Torre († 1277 in der Schlacht bei Desio), 7. Sohn Paganos d.J., Podestà von Brescia, Alessandria, Bergamo, Lodi und Novara
- Salvino della Torre († nach 1281), 8. Sohn Paganos d.J., Stammvater der Thurn und Valsassina
- Caverno della Torre († nach 1277), 9. Sohn Paganos d.J., 1245 Podestà in Mantua, Stammvater der Verona-Linie
- Raimondo della Torre († 1299), 10. Sohn Paganos d.J., ab 1273 Patriarch von Aquileja
- Martino della Torre († 1263), Neffe Paganos d.J., ab 1257 Signore von Mailand, 1262 Podestà in Lodi
- Filippo della Torre, Neffe Paganos d.J. und Bruder Martinos, Podestà in Novara, 1256 in Genua
- Corrado Mosca della Torre († 1307), Sohn Napoleones, Gouverneur von Istrien und Triest, ab 1303 Signore von Mailand
- Guido della Torre († 1312), Sohn Francescos, 1307–11 Signore von Mailand
- Cassono della Torre († 1319) (auch: Cassone, Gastone), Sohn des Corrado "Mosca", 1308–1317 Erzbischof von Mailand, 1316 bis 1318  Patriarch von Aquileja
- Florimonte "Moschino" della Torre († nach 1345), Sohn des Corrado "Mosca", versuchte 1311 vergeblich, in Mailand wieder an die Macht zu kommen, 1317 Statthalter des Patriarchen von Aquileia
- Lodovico della Torre († 1365), Urenkel Ermannos, 1347 Bischof von Triest, 1359 Patriarch von Aquileja
- Ottolino della Torre († 1379), Enkel Moschinos, Signore von Villalta (während dreier Generationen in der Familie)
- Giovanni Antonio della Torre († ca. 1483/86), Nachfahre  Corrado "Moscas", 1439 Bischof von Reggio, 1444 von Modena, 1364–1476 von Parma, 1476 von Cremona
- Giulio della Torre, Nachfahre Cavernos (Verona-Linie), 1508 1. Conte di Cona (für 7 Generationen), Rechtslehrer in Padua, 1509 Podestà in Peschiera, 1521 Gesandter in Venedig
- Domenico della Torre († 1576), Nachfahre Cavernos (Verona-Linie), 1529 Richter, Geheimrat des Herzogs von Parma, 1569/73 Marchese von Grotta und Salso Minore  (für 8 Generationen)
- Giacomo Antonio della Torre († 1618), Nachfahre Corrado "Moscas", savoyischer Staatsrat und Kammerherr, Gesandter in Spanien
- Gaspare della Torre, Nachfahre Francescos, 1591 Gesandter Comos in Mailand, Generalvikar und Magistrat von Como, Podestà in Novara, 1617/18 in Vercelli, 1628 in Cremona, 1627 Senator und Patrizier von Mailand

## Namensträger im Historischen Lexikon der Schweiz
Das Historische Lexikon der Schweiz verzeichnet die folgenden Namensträger mit einem jeweils eigenen Artikel. Als Schweizer Herkunftsgemeinden (Bürgerrecht vor 1800) werden im dazugehörigen Familiennamenbuch der Schweiz Soglio im Kanton Graubünden, sowie Mendrisio, Rancate und Torre im Kanton Tessin genannt.
- Alessandro della Torre (ca. 1542–1625), Beamter/Richter
- Alessandro Torriani (1585–1651), Beamter/Politiker
- Alfonso della Torre (1551!–1593), Beamter/Politiker
- Alfonso Torriani (1586–1653), Beamter/Politiker
- Donato della Torre (1451!–1495!), Beamter/Politiker
- Francesco Torriani (1612–1683), Maler
- Francesco Torriani (1663–1705), Söldner/Politiker
- Franchino della Torre (1315!–1322!), Gutsherr/Politiker
- Giovanni della Torre (ca. 1512–1571), Beamter
- Giovanni Torriani (1625–1699), Beamter/Politiker
- Giovanni Ambrogio Torriani (1666!–1679), Bischof
- Giovanni Battista Torriani (1752–1823), Beamter/Politiker
- Giulio della Torre (1582!–1621), Geistlicher und Diplomat
- Guidone Torriani (1556–1621), Beamter/Politiker
- Innocenzo Torriani (1648–1700), Maler
- Napo della Torre (1265!–1278), Militär und Podestà
- Pietro della Torre (1520!–1551/52), Podestà
- Vico Torriani (1920–1998), Musiker und Unterhalter

## Sonstige Namensträger
- Juanelo Turriano (nach 1500–1585), Uhrmacher, Mechaniker
- Bartolomeo della Torre († 1658), Baumeister der St. Ignatiuskirche und Jesuiten-Ordenshaus in Raab/Győr
- Giacomo della Torre († 1669), Sohn von Bartolomeo, Maurer und Werkmeister zu Raab/Győr
- Domenico della Torre († nach 1679), Baumeister und Architekt
- Oberto Della Torre (1617–1698), italienischer Politiker und der 138. Doge der Republik Genua
- Francesco della Torre (1627–1687), Sohn von Bartolomeo, königlicher Prager Hofsteinmetzmeister
- Bartolomeo della Torre, Sohn von Francesco, Pfarrer in Linz
- Giovanni Pietro della Torre (1660–1711), Sohn des Francesco, ebenfalls königlicher Prager Hofsteinmetzmeister
- Carlo della Torre 17. Jh., Architekt der Familie Batthyány
- Daniel Gran (1694–1757), kaiserlicher Kammermaler, nannte sich ab 1732 "della Torre"
- Lelio Della Torre (1805–1871), italienischer jüdischer Gelehrter und hebräischer Lyriker
- José Della Torre (1906–1979), argentinischer Fußballspieler
- Alberto Della Torre (* 1945), italienischer Radrennfahrer

## Belege
1. 1 2  Lothar Deplazes: da Torre. In: Historisches Lexikon der Schweiz.  18. November 2015, abgerufen am 7. August 2020.
2. ↑  Lothar Deplazes: Schwur von Torre. In: Historisches Lexikon der Schweiz.  18. November 2015, abgerufen am 7. August 2020.
3. ↑  Max Piendl: Das fürstliche Haus Thurn und Taxis. Verlag Friedrich Pustet, Regensburg 1981, laut S. 35 steht allerdings nur die Abstammung der österreichischen Grafen von Thurn und Valsassina von den Torriani zweifelsfrei fest.
4. ↑  Stephen Slater: The Complete Book of Heraldry. (ISBN 1-84309-698-6), S. 201. Die Abstammungslegende wurde jedoch noch in Pierer's Universal-Lexikon, 4. Auflage (1857–1865), als Tatsache behandelt.
5. ↑  Die Lilie findet sich etwa auch im Wappen der Familie Bourbon del Monte Santa Maria, die sogar ihren Namen danach annahm, während die Gherardesca den halben Reichsadler führen.
6. ↑  Lothar Deplazes: Alcherio da Torre. In: Historisches Lexikon der Schweiz.  26. Oktober 2012, abgerufen am 7. August 2020.
7. ↑  Veronika Feller-Vest: Reinher da Torre. In: Historisches Lexikon der Schweiz.  5. März 2012, abgerufen am 7. August 2020.